# 普卢达尔梅佐
普卢达尔梅佐（法語：Ploudalmézeau，法語發音：[pludalmezo]），法国西北部城市，布列塔尼大区菲尼斯泰尔省的一个市镇，隶属于布雷斯特区，其市镇面积为23.18平方公里，2022年1月1日时人口数量为6,440人，在法国城市中排名第1,701位。
普卢达尔梅佐位于菲尼斯泰尔省西北部，大西洋海滨，其市镇范围亦包括卡恩岛及其附属岛屿，市镇中心则位于距离海岸线还有三公里的内陆。

## 地名来源
“普卢达尔梅佐”一名最初于884年以“Plebs Telmedovia”的形式被记载，其来源尚有待进一步确认。

## 历史

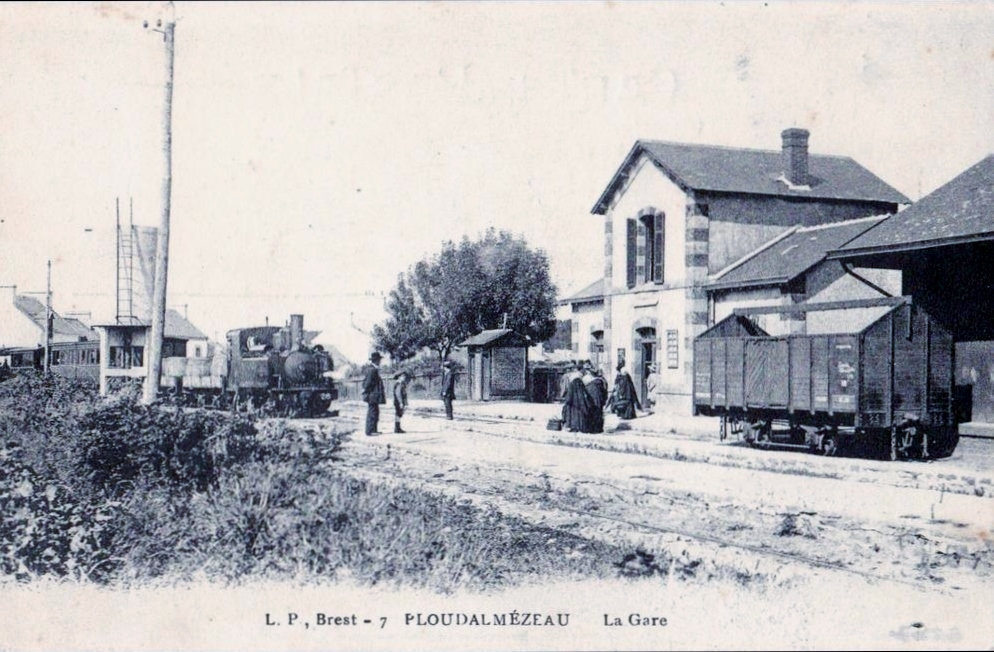
20世纪初的普卢达尔梅佐火车站

普卢达尔梅佐的起源尚有待考证，其附近海域的卡恩岛上有巨石堆遗址。中世纪时，普卢达尔梅佐为莱昂的一处领地，并可能在初期就已有一处教堂。13世纪后，沙斯泰尔家族活动于此，并建有一处家族宅邸。18世纪后，普卢达尔梅佐附近的海岸被开辟为商业港口，与英格兰之间建立了贸易往来。法国大革命后，普卢达尔梅佐成为菲尼斯泰尔省的一个市镇。工业革命期间，普卢达尔梅佐和布雷斯特之间曾建成一条地方铁路，后因运营成本过高而于1935年关闭。二战后，普卢达尔梅佐逐渐发展成为一座海滨旅游城市。

## 地理

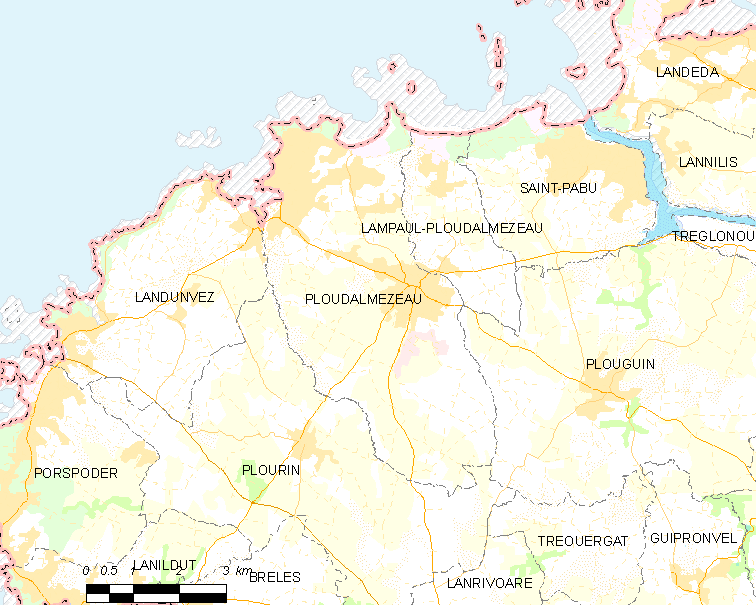
普卢达尔梅佐市镇范围地图

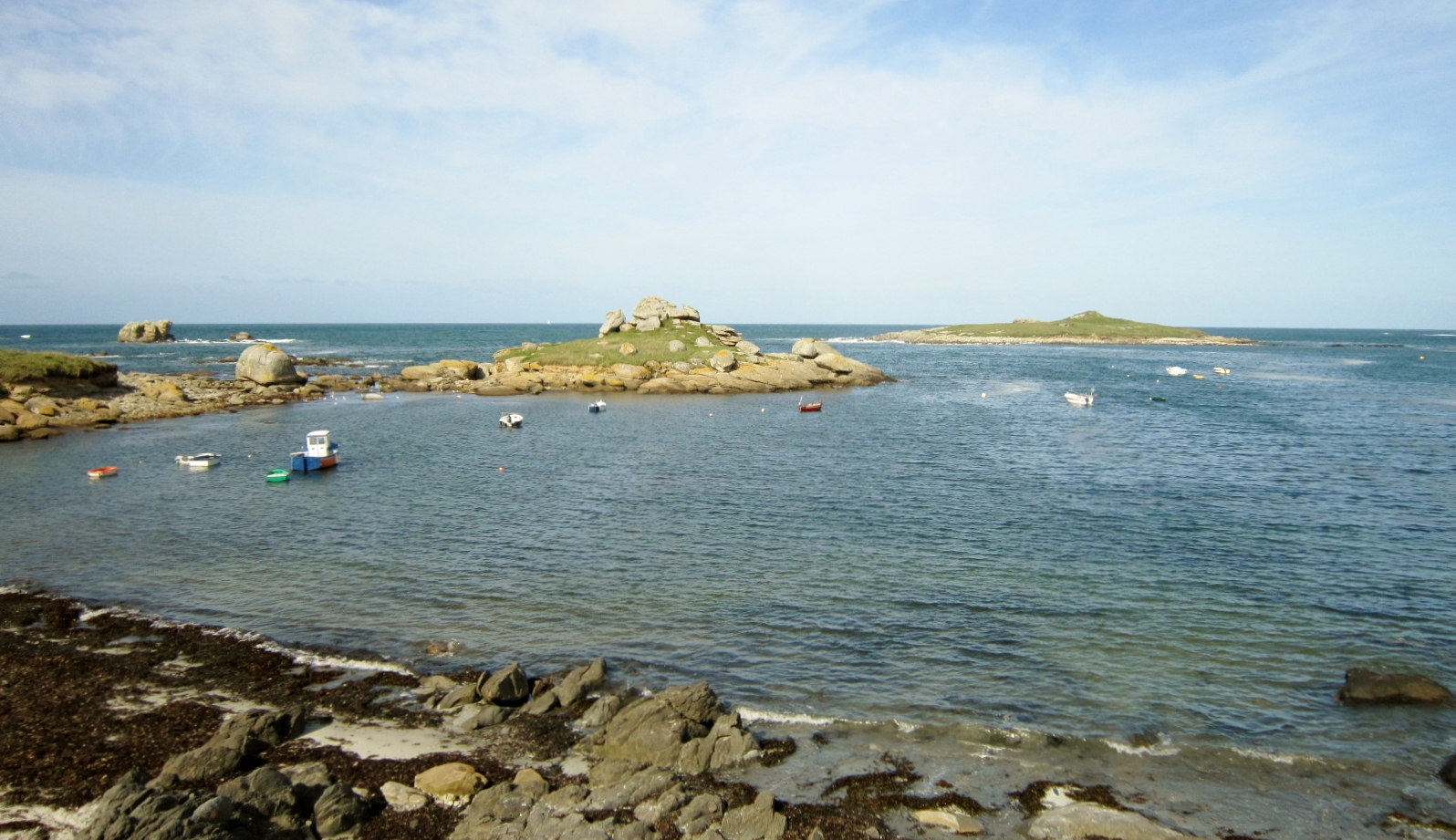
远眺卡恩岛

普卢达尔梅佐位于法国西北部，布列塔尼大区西北部和菲尼斯泰尔省西北部，距离省会坎佩尔大约93公里。与普卢达尔梅佐接壤的市镇包括：朗波勒-普卢达尔梅佐、朗丁韦兹、普卢甘、普卢兰。

### 地形
普卢达尔梅佐位于阿摩里卡丘陵西北部，境内以平原和丘陵为主，市镇中心地势较为平坦，全境海拔在0到86米之间。

### 水文
多条海岸河流在普卢达尔梅佐附近海域独立注入海洋。

### 植被
普卢达尔梅佐属于温带阔叶混交林区，新磨坊花园（Jardin du Moulin Neuf）是普卢达尔梅佐主要的城市公共绿地，常年免费向公众开放。
在鲜花城市的评比中，普卢达尔梅佐被评为3星级鲜花城市。

### 气候
普卢达尔梅佐在柯本气候分类法中属于温带海洋性气候。

## 行政区划
普卢达尔梅佐是法国布列塔尼大区菲尼斯泰尔省的一个市镇，编号为29178。普卢达尔梅佐隶属于布雷斯特区、菲尼斯泰尔省第三选区和普拉贝内克县，同时也是伊鲁瓦斯地区市镇公共社区的组成部分。
法国国家统计与经济研究所（简称）在进行数据统计时，将普卢达尔梅佐及相邻的另外50个市镇设为布雷斯特城市区。自2020年起，布雷斯特城市区被包含68个市镇的布雷斯特城市辐射区代替。此外，还将普卢达尔梅佐市镇整体看作一个“块区”（IRIS）。

## 交通

### 公路
菲尼斯泰尔省省道D26线、D27线、D28线和D168线在普卢达尔梅佐境内交汇，布列塔尼大区下属的城际客运提供巴士线路，可前往布雷斯特汽车站。
2017年，72.6%的普卢达尔梅佐家庭拥有至少一辆私人汽车。2019年，普卢达尔梅佐境内共发生各类交通事故1起，造成1人受伤。

### 铁路
普卢达尔梅佐暂无运营中的铁路系统。

### 航空
距离普卢达尔梅佐最近的民用航空站为布雷斯特机场，距离普卢达尔梅佐市中心的公路里程约25公里。

### 城市公共交通
截至2021年5月，普卢达尔梅佐暂无城市公共交通系统。

## 政治

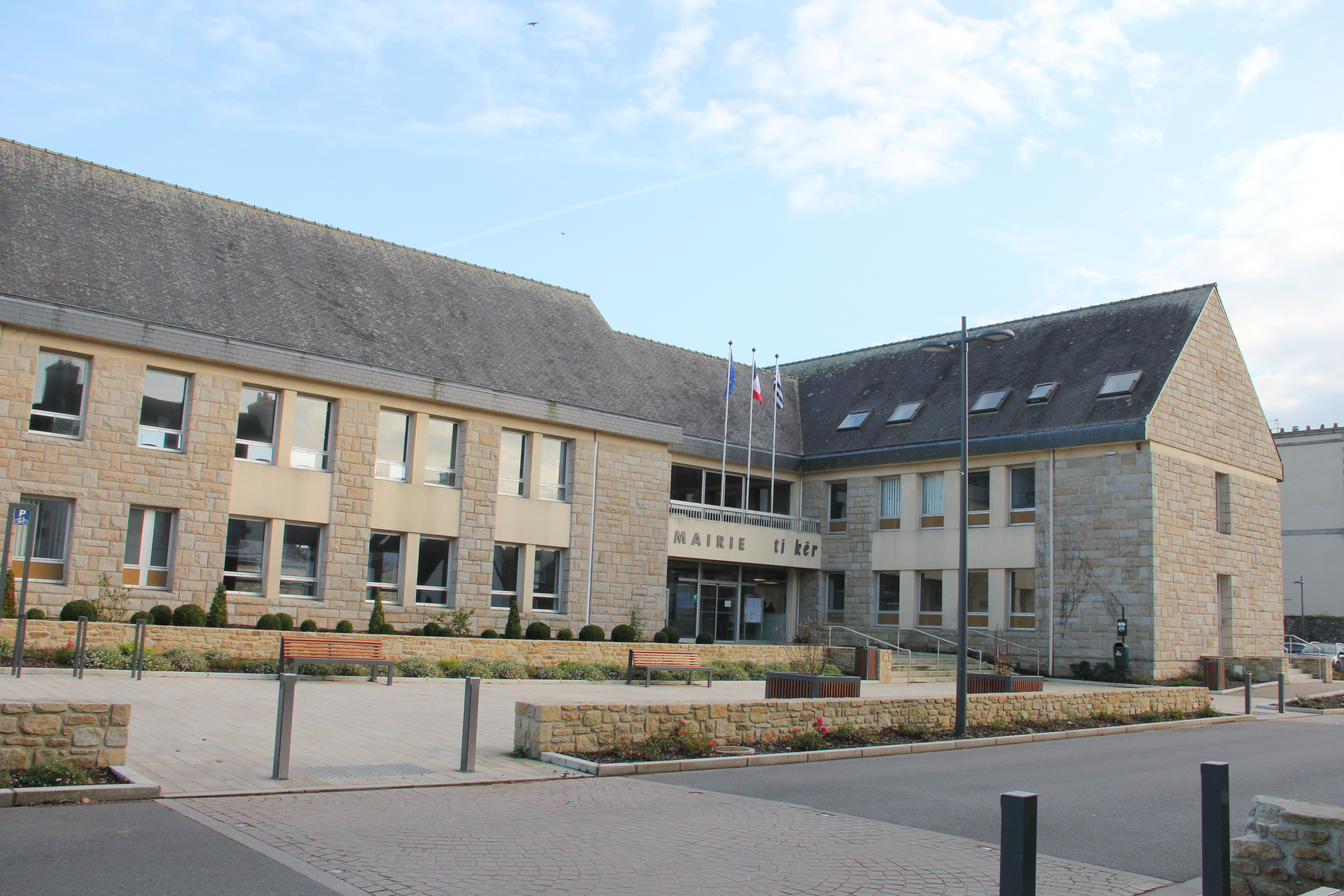
普卢达尔梅佐市政厅

普卢达尔梅佐的现任市长为玛格丽特·拉穆尔女士，她是共和党的一名成员，在2020年的市政选举中获得了61.73%的支持率。
在2017年的法国总统大选中，法国第25任总统埃马纽埃尔·马克龙在普卢达尔梅佐获得了71.49%的支持率。

## 人口
2018年，普卢达尔梅佐市镇人口数量为6,292，在法国排名第1,701位。其中男性3,053人，女性3,244人，75岁及以上人口占10.3%，外籍人口数量为1,093人，人口密度为271人/平方公里，当地居民被称为（男性）或（女性）。2019年，普卢达尔梅佐境内出生60人，死亡人口85人。
| 年份   | 1936  | 1946  | 1954  | 1962  | 1968  | 1975  | 1982  | 1990  | 1999  | 2006  | 2007  | 2008  | 2013  | 2018  |
| ------ | ----- | ----- | ----- | ----- | ----- | ----- | ----- | ----- | ----- | ----- | ----- | ----- | ----- | ----- |
| 人口數 | 3,802 | 4,142 | 4,177 | 4,190 | 4,297 | 4,464 | 4,771 | 4,874 | 4,994 | 5,831 | 5,950 | 6,070 | 6,263 | 6,292 |

## 经济
普卢达尔梅佐是一个区域性的中心城市，当地共有各类用人单位797家，平均历史为16年，其中99.51%为中小型企业（PME）。（汽车销售）、（食品销售）及（服务业）是当地2019年营业额最高的三个企业，分别为968,870欧元、483,808欧元和328,142欧元。

## 财政收入
2019年，普卢达尔梅佐的财政收入总额为7,387,130欧元，财政支出总额为5,579,120欧元，当年的债务总额为4,894,820欧元。2020年，普卢达尔梅佐共获得1,641,441欧元的国家财政补助，比上一年增加了0.01%。
2017年，普卢达尔梅佐的人均月收入总额为2,022欧元，其中高级职员为3,507欧元，低于法国平均水平（4,214欧元）；中级职员为2,254欧元，低于法国平均水平（2,353欧元）；普通职员为1,573欧元，亦低于法国平均水平（1,690欧元）。
2017年，普卢达尔梅佐境内的青壮年（15至64岁）失业率为8.7%，当地54.8%的家庭拥有纳税资格，平均纳税2,545欧元，低于法国平均水平（3,888欧元）。

## 社会事务

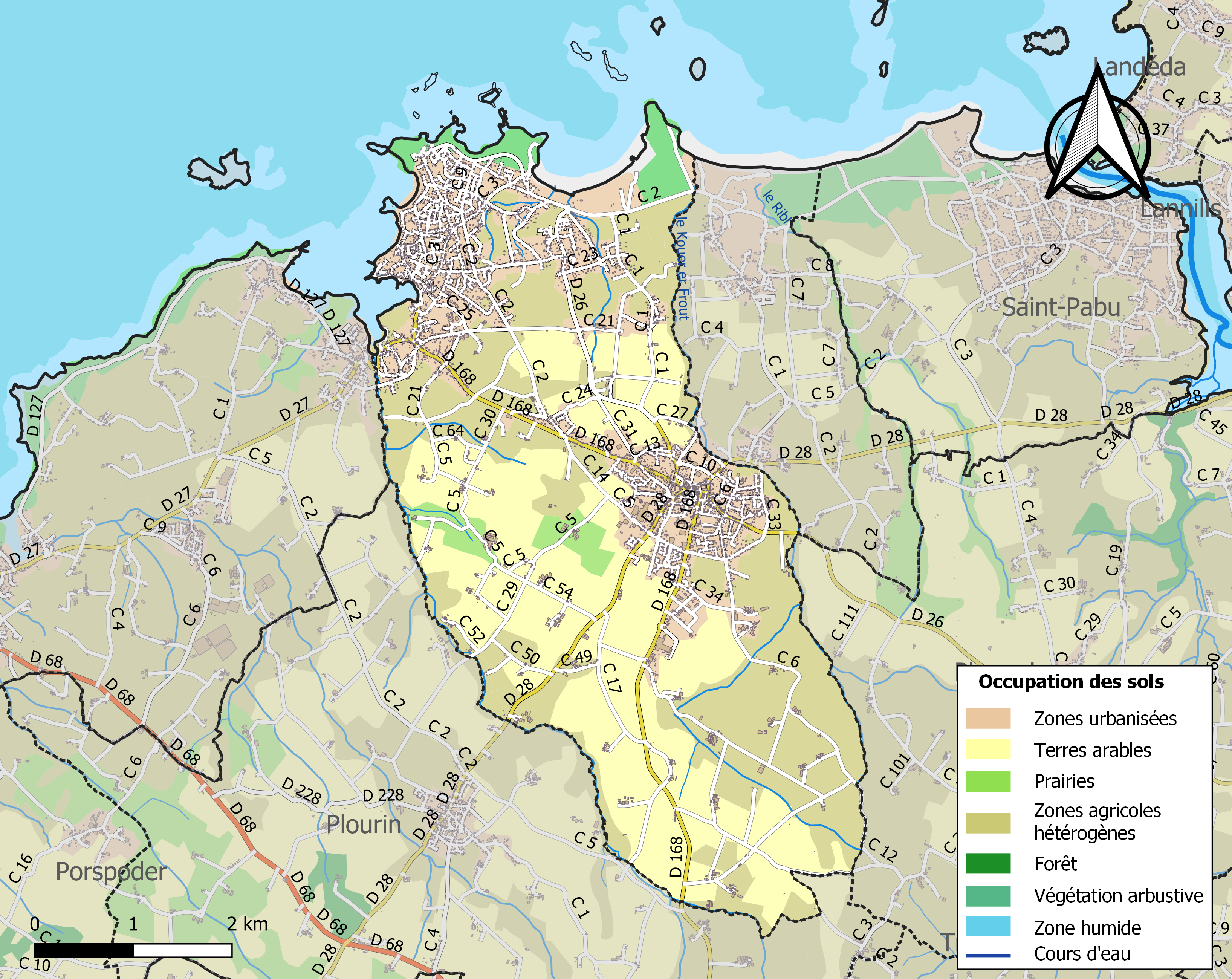
普卢达尔梅佐土地利用情况地图

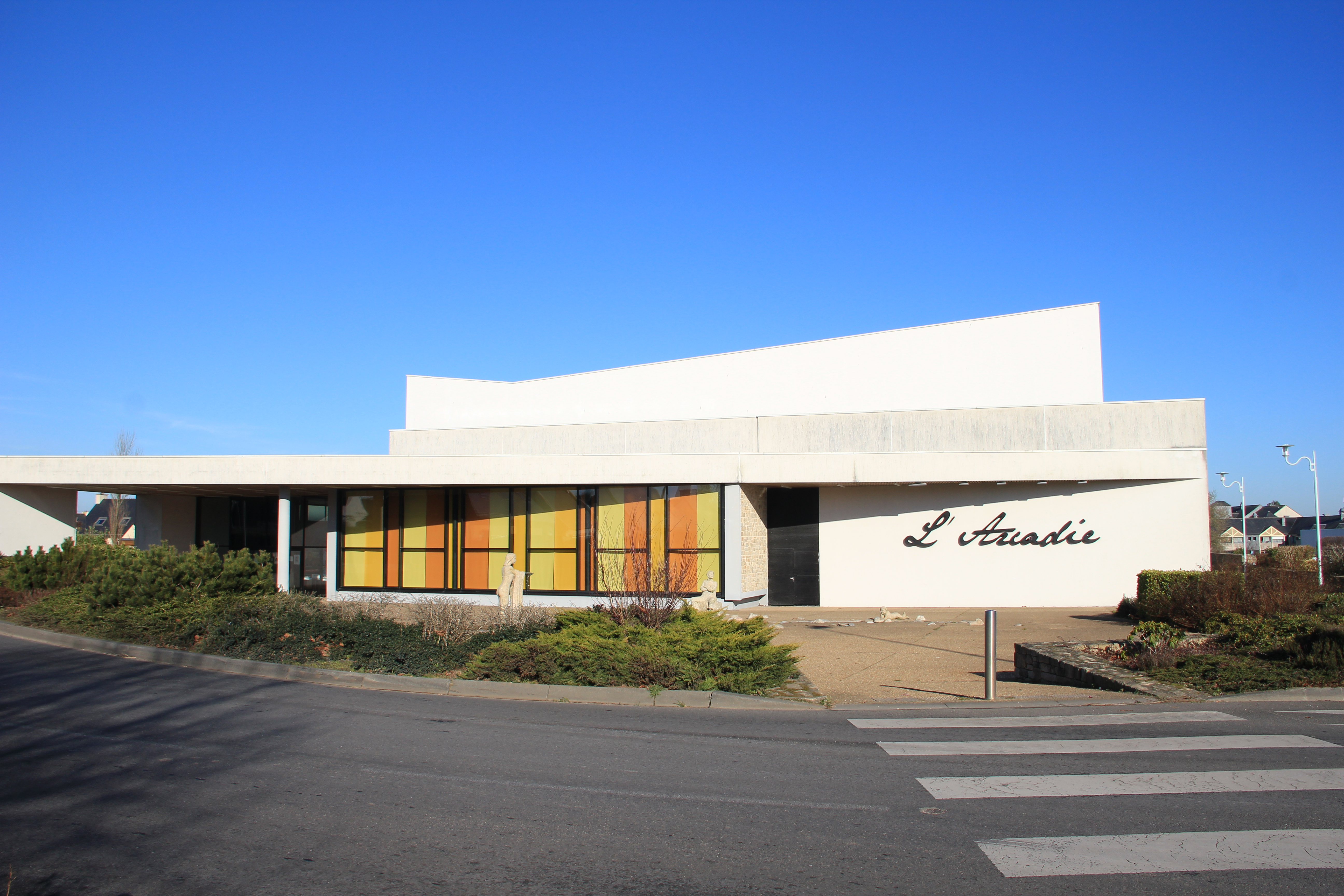
普卢达尔梅佐文化中心

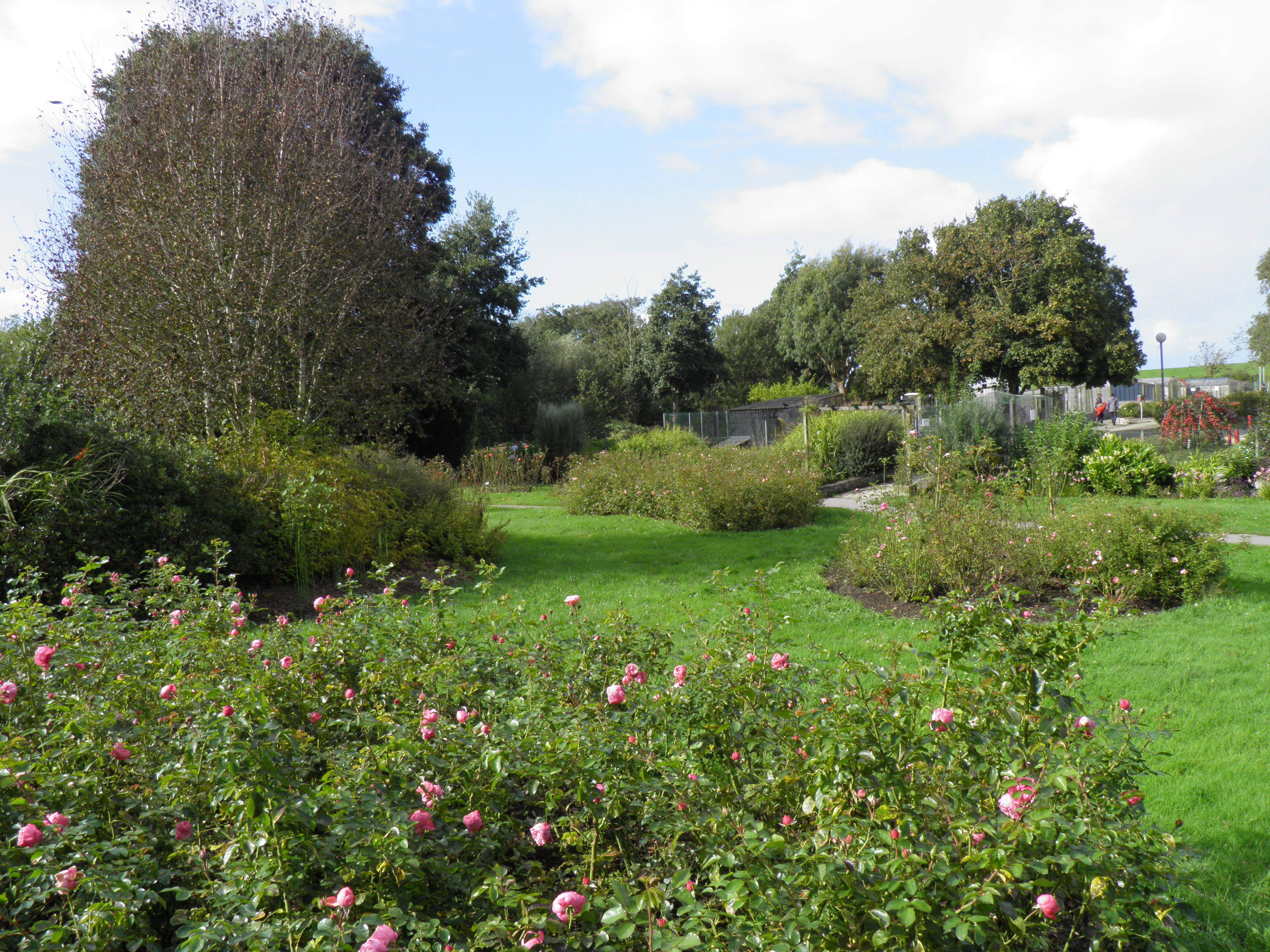
新磨坊花园

### 教育
普卢达尔梅佐属于雷恩学区。截止2019年1月1日，普卢达尔梅佐境内共有5所小学和2所初级中学。2018至2019学年度，普卢达尔梅佐境内共有在校中等教育阶段学生752名。

### 医疗
截止2019年1月1日，普卢达尔梅佐境内共有全科医生9名、保健师9名、牙医9名、护士20名和助产士1名。境内共有药房3家、养老院1家、残疾人帮扶中心3家。
普卢达尔梅佐是布雷斯特大学中心医院的服务范围，其主病区“卡瓦勒布朗什中心医院”（Centre Hospitalier de la Cavale Blanche）距离普卢达尔梅佐市区的正常车程在25分钟以内。

### 住房
2017年，普卢达尔梅佐境内共有各类住房3,455套，其中93.5%为独立式居民区，5.9%为集中式居民区。常住房屋占普卢达尔梅佐市镇范围内居民建筑总量的77.5%。
在住房保障政策方面，2017年，普卢达尔梅佐境内共有292户家庭获得了住房经济补助，受益人数占总人口数量的4.6%，其中244份为房租补助。

### 商业
2019年，普卢达尔梅佐境内共有各类实体商铺124家，其中餐厅15家、大型超市5家、杂货店1家、面包房5家、肉铺2家、银行门店5家、美容美发店9家、汽车维修店9家。市区西南部建有开放式商业街区，有一家E.Leclerc超市。

### 体育
2019年，普卢达尔梅佐境内共有3间体育馆、1座综合体育场、3处网球场、4处足球或橄榄球场以及2处篮球或排球场。
截至2021年5月，普卢达尔梅佐境内共有三支注册足球俱乐部，2021至2022赛季均参加菲尼斯泰尔省足球联赛。

### 环境
普卢达尔梅佐的环境事务由其所属的公共社区负责。2019年，普卢达尔梅佐境内暂无污染企业。

### 治安
2019年，普卢达尔梅佐市镇范围内有1处宪兵队。
2014年，普卢达尔梅佐及附近地区共发生各类案件3,601起，其中盗窃类案件2,471起，经济类案件429起，毒品交易类案件138起。

## 文化

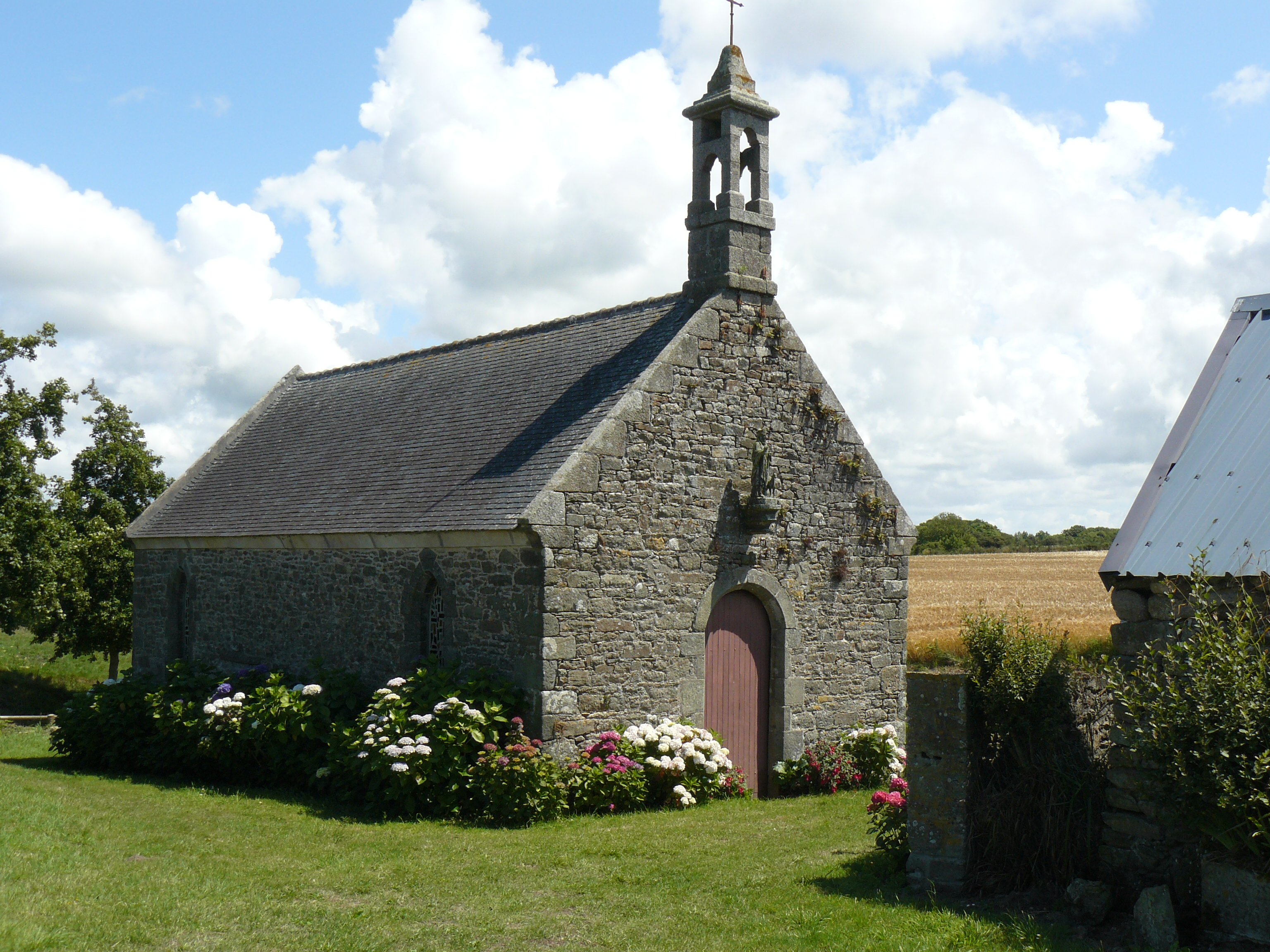
圣埃卢瓦小教堂

2019年，普卢达尔梅佐境内暂无任何文化设施。

### 建筑
普卢达尔梅佐境内有多处历史建筑，其中圣埃卢瓦小教堂、圣皮埃尔教堂等为当地的代表性建筑物。

### 旅游
普卢达尔梅佐因卡恩岛巨石堆而闻名，当地的旅游事务由其所属的公共社区负责。2020年，普卢达尔梅佐境内暂无任何游客接待设施。

### 媒体
法国主要的媒体均可在普卢达尔梅佐接收，法国电视三台下属的布列塔尼大区频道在部分时段播出普卢达尔梅佐所属区域的地方新闻。

## 友好城市
截至2021年4月，普卢达尔梅佐暂未建立任何友好城市关系。